# Saint-Siméon (Orne)
Saint-Siméon ist eine Commune déléguée in der französischen Gemeinde Passais Villages mit 225 Einwohnern (Stand: 1. Januar 2022) im Département Orne. Die Einwohner werden Simonéens genannt.
Die Gemeinde Saint-Siméon wurde am 1. Januar 2016 mit Passais und L’Épinay-le-Comte zur Commune nouvelle Passais Villages. Sie hat seither den Status einer Commune déléguée.

## Geographie
Saint-Siméon liegt etwa 61 Kilometer westlich von Alençon.

## Bevölkerungsentwicklung
| Jahr                      | 1962 | 1968 | 1975 | 1982 | 1990 | 1999 | 2006 | 2013 |
| Einwohner                 | 604  | 512  | 400  | 340  | 281  | 261  | 268  | 252  |
| Quelle: Cassini und INSEE |      |      |      |      |      |      |      |      |

## Sehenswürdigkeiten
- Kirche Saint-Siméon aus dem 15. Jahrhundert

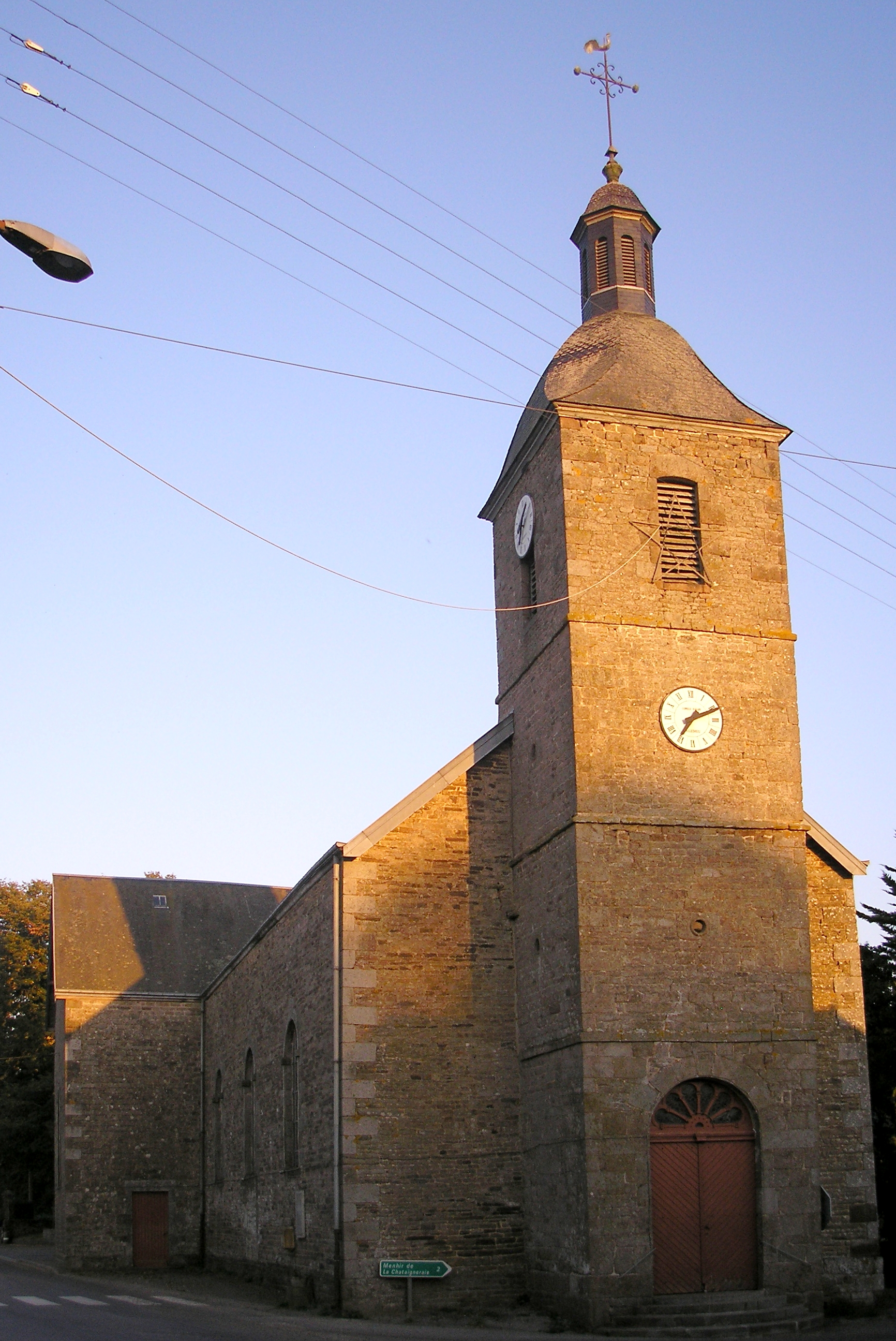
Kirche Saint-Siméon